# Governadores portugueses de Arzila
Esta é uma lista de capitães-gerais (governadores) de Arzila sob o domínio português.

## Lista de Governadores
| #     | Nome (nascimento–morte)          | Retrato | Início do mandato | Fim do mandato | Notas | ???   |
| , 1–1 | , 1–1                            | , 1–1   | , 1–1             | , 1–1          | , 1–1 | , 1–1 |
| ----- | -------------------------------- | ------- | ----------------- | -------------- | ----- | ----- |
| #     | Henrique de Meneses (14??–14??)  |         | 1471              | 1479           | - P   |       |
| #     | Lopo Dias de Azevedo (14??–14??) |         | 1480              | 1481           | - l   |       |
| #     | João de Meneses (14??–14??)      |         | 1482              | 1486           | - l   |       |

- 1471 - 1480 - Henrique de Meneses
- 1480 - 1482 - Lopo Dias de Azevedo
- 1482 - 1486 - João de Meneses, 1° conde de Tarouca
- 1486 (28 de agosto) - 1490 - Álvaro de Faria
- 1490 - 1501 - D. Vasco Coutinho, Conde de Borba e Conde de Redondo, (primeira vez)
- 1495 - D. Rodrigo Coutinho sobrinho de Vasco (interino)
- 1495 - D. João de Meneses (interino)
- 1495 -1501 - D. Vasco Coutinho, Conde de Borba e Conde de Redondo, de facto
- 1501 -1502 - D. João Coutinho, conde de Redondo (interino)
- 1502 (9 de janeiro) - 1505 - D. João de Meneses (segunda vez)
- 1505 - 1514 - D. Vasco Coutinho, Conde de Borba e Conde de Redondo (segunda vez)
- 1514 - 1524 - D. João Coutinho, conde de Redondo, (primeira vez)
- 1523 (abril) - 1523 (junho) - D. Manuel de Meneses (interino)
- 1524 - 1529 (outubro) - António da Silveira
- 1529 (outubro) - 1539 - D. João Coutinho, conde de Redondo (segunda vez)
- 1539 - 1547 - Manuel Mascarenhas
- 1547 - 1549/50 - D. Francisco Coutinho, conde de Redondo
- 1549/50 - 1550 (24 de agosto) - Luís de Loureiro
- 1577 - 1578 - D. Duarte de Meneses
- 1578 - 1578 - Pedro de Mesquita
- 1578 - 1580 - Pedro da Silva

<ref>http://www.fcsh.unl.pt/cham/eve/content.php?printconceito=518<ref>